# ل بیو
ل بیو (به فرانسوی: Le Biot) یک کمون در فرانسه است که در Canton of Le Biot واقع شده‌است.

## خصوصیات
ل بیو ۱۳٫۱۸ کیلومترمربع مساحت و ۴۲۴ نفر جمعیت دارد.